# 僕らの平成ロックンロール2
『僕らの平成ロックンロール②』（ぼくらのへいせいロックンロールツー）は、高橋優のミニアルバムである。2012年12月26日にワーナーミュージックジャパンから発売された。

## 概要
前作『この声』から10か月ぶりのアルバムである。
元々は同時期にシングルを1枚発売する予定であったが、思ったよりも多く曲が出来たため、「できるだけ皆さんに早く届けたい」という高橋の思いから本作の発売が決定した。

## 収録曲
- 全作詞・作曲：高橋優

1. ボーリング [4:11]
編曲：浅田信一
  - ベストアルバム「高橋優 BEST 2009-2015 『笑う約束』」に収録された。
2. 夜明けを待っている [4:11]
編曲：浅田信一
  - TBS系『ニンゲン観察バラエティ モニタリング』エンディングテーマ
3. 今、君に会いに行く [3:38]
編曲：浅田信一
  - ガリバー「WOWプロジェクト」CMソング
4. 昨日の涙と、今日のハミング [4:30]
編曲：高橋優・浅田信一
  - NHK Eテレ『青春リアル ファイナルシーズン』挿入歌
5. 微笑みのリズム [4:19]
編曲：浅田信一
  - 広島テレビ開局50周年「Piece for Peace HIROSHIMA」キャンペーンソング
6. 発明品 [5:40]
編曲：浅田信一
7. I LOVE YOU [5:14]
編曲：高橋優・浅田信一

### 初回限定盤
1. 【MUSIC VIDEO】「ボーリング」「夜明けを待っている」「発明品」
2. 【ボーナス映像】MVメイキング+マル秘映像